# Edward Gawler Prior
Pour les articles homonymes, voir Prior.
Edward Gawler Prior (né le 21 mai 1853 et mort le 12 décembre 1920) est un ingénieur minier et homme politique en Colombie-Britannique, au Canada. Il est député, ministre, premier ministre et lieutenant-gouverneur sur la scène provinciale, ainsi que député et ministre sur la scène fédérale.

## Biographie

### Premières années
Né à Dallowgill (en) dans le Yorkshire du Nord en Angleterre, Gawler Prior travaille comme ingénieur minier en Angleterre jusqu'en 1873. Il immigre ensuite en Colombie-Britannique et s'établit à Nanaimo où il prend un emploi d'assistant pour la Vancouver Coal Mining & Land Co., Ltd. En 1878, il démissionne pour accepter un poste d'inspecteur des mines pour le gouvernement de la Colombie-Britannique. Il quitte cette fonction quand il se lance dans les affaires en tant que marchand de fer et de quincaillerie en 1880.

### Carrière politique
Gawler Prior est d'abord élu député de Victoria City à l'Assemblée législative de la Colombie-Britannique lors des élections générales britanno-colombiennes de 1886. Il siège en tant que soutien au gouvernement de William Smithe.
Il conserve ce poste jusqu'à son élection sans opposition comme député fédéral conservateur lors d'une élection partielle déclenchée par le départ de Noah Shakespeare le 23 janvier 1888. Prior siège au cabinet à titre de ministre du Revenu intérieur dans les gouvernements de Mackenzie Bowell et celui de son successeur Charles Tupper.
Il perd son siège en 1901 en raison de violations de règles électorales et retourne en politique provinciale en 1902. Élu à nouveau dans Victoria City, il devient premier ministre de la Colombie-Britannique, sous la bannière d'un gouvernement non partisan. Il est finalement destitué en 1903 par le lieutenant-gouverneur Henri-Gustave Joly de Lotbinière, à la suite d'accusations de conflit d'intérêts. Il est le dernier premier ministre provincial canadien à être destitué par un lieutenant-gouverneur, malgré une tentative subséquente contre le premier ministre albertain William Aberhart en 1937.
Tentant un retour en politique fédérale, il est défait en Cité de Victoria lors de l'élection de 1904.

### Dernières années
Prior est nommé lieutenant-gouverneur en 1919 mais tombe malade et meurt dans l'exercice de ses fonctions l'année suivant sa nomination à Victoria en décembre 1920 à l'âge de 67 ans et est inhumé au cimetière Ross Bay,. Il est franc-maçon.